# Aljona Bondarenko
Aljona Bondarenko eller Alona Bondarenko (ukrainsk: Альона Володимирівна Бондаренко tr. Aljona Volodymyrivna Bondarenko ; født 13. august 1984 i Kryvyj Rih, Ukrainske SSR, Sovjetunionen) er en tidligere professionel tennisspiller fra Ukraine. Hendes bedste placering på verdensranglisten var en 19. plads (april 2008).